# Torrey (New York)
Pour les articles homonymes, voir Torrey.
Torrey est une ville du comté de Yates, dans l'État de New York, aux États-Unis,. En 2020, elle compte une population de 1 299 habitants.

## Démographie
Lors du recensement de 2020, la ville comptait une population de 1 299 habitants, tandis qu'en 2022, elle est estimée à 1 275 habitants.